# Lysiopetalum kervillei
Lysiopetalum kervillei är en mångfotingart som beskrevs av Carl Graf Attems 1910. Lysiopetalum kervillei ingår i släktet Lysiopetalum och familjen Callipodidae. Inga underarter finns listade i Catalogue of Life.